# 第4通信大隊
第4通信大隊（だいよんつうしんだいたい、JGSDF 4th Signal Battalion）は、福岡県春日市の福岡駐屯地に駐屯する、第4師団隷下のシステム通信科部隊である。第4通信大隊長は師団司令部の通信課長を兼任する。

## 沿革
第4通信中隊
- 1951年（昭和26年）5月1日：警察予備隊第4管区隊編成に伴い、第4通信中隊として福岡駐屯地において編成。

第4通信大隊
- 1962年（昭和37年）8月15日：第4管区隊の第4師団への改編により、第4通信大隊に改編。
- 2003年（平成15年）3月27日：後方支援体制変換に伴い、整備部門を第4後方支援連隊第1整備大隊通信電子整備隊へ移管。
- 2018年（平成30年）3月27日：当部隊と第8通信大隊、西部方面通信群の一部を統合し水陸機動団通信中隊を編成。

## 部隊編成
- 第4通信大隊本部
- 本部管理中隊「4通-本」
- 第1通信中隊「4通-1」
- 第2通信中隊「4通-2 」

## 整備支援部隊
- 第4後方支援連隊第1整備大隊通信電子整備隊「4後支-1-通」（福岡駐屯地）：2003年（平成15年）3月27日から

## 主要装備
- 野外通信システム
- 師団通信システム
- 衛星単一通信可搬局装置 JMRC-C4
- 衛星単一通信携帯局装置 JPRC-C1
- 1/2tトラック / 73式小型トラック
- 1 1/2tトラック / 73式中型トラック
- 3 1/2tトラック / 73式大型トラック
- 89式5.56mm小銃